# جان زیگرس
جان آلن کوچار زیگرس (به انگلیسی: John Allen Kuchar Zegrus) نام مردی است که در سال ۱۹۶۰ در ژاپن به اتهام جعل اسناد بازداشت شد. در آن زمان، رسانه‌های ژاپنی او را «مرد مرموز» نامیدند و ماجرای او به پایه‌ای برای برخی افسانه‌های محلی تبدیل شد.

## شرح ماجرا
در اکتبر ۱۹۵۹، مردی به نام جان آلن کوچار زیگرس، ۳۶ ساله، همراه با همسر کره‌ای خود وارد ژاپن شد. سه ماه بعد، پلیس متروپولیتن توکیو او را به اتهام جعل هویت دستگیر کرد. او تلاش کرده بود یک چک ۲۰۰هزار ینی و یک چک مسافرتی ۱۴۰ دلاری (معادل حدود ۵۰۴۰۰ ین در آن زمان) را در شعبه بانک چیس منهتن ژاپن نقد کند و همچنین ۱۰۰هزار ین را در بانک کره در ژاپن وصول کند.
پرونده او توسط آتسویوکی ساسا از بخش امنیت عمومی پلیس متروپولیتن توکیو بررسی شد. ساسا بعدها در خاطراتش دربارهٔ زیگرس نوشت. با وجود اینکه پاسپورت زیگرس دارای مهرهای سفارت‌های ژاپن در کشورهای مختلف آسیای شرقی بود، مشخص شد که این گذرنامه جعلی است. همچنین، ویزای او توسط سفارت ژاپن در تایپه صادر شده بود که بعدها به انجمن تبادلات ژاپن و تایوان تغییر یافت.
طبق سوابق، زیگرس ادعا کرد که «در آمریکا متولد شده، از طریق چکسلواکی و آلمان به بریتانیا رفته و در آنجا دبیرستان را گذرانده است. در جنگ جهانی دوم، خلبان نیروی هوایی سلطنتی بریتانیا بوده و مدتی توسط آلمانی‌ها اسیر شده است. پس از جنگ، در آمریکای لاتین زندگی کرده و سپس به عنوان جاسوس آمریکا در کره جنوبی فعالیت داشته است. او همچنین در تایلند و ویتنام به عنوان خلبان خدمت کرده و سپس به دستور جمهوری متحده عربی به ژاپن سفر کرده است. مأموریت او شامل جذب داوطلبان نظامی ژاپنی برای جمهوری متحده عربی بود.» پس از تماس با کشورهای ذکر شده، مشخص شد که این اطلاعات هیچ پایه واقعی ندارند و مهرهای پاسپورت او جعلی هستند.
در ۱۰ آگوست ۱۹۶۰، دادگاه ناحیه توکیو او را به یک سال زندان محکوم کرد. پس از اعلام حکم، زیگرس با تکه‌ای شیشه که مخفیانه به دادگاه آورده بود، سعی کرد رگ‌های خود را بزند. پس از آزادی، او از ژاپن به هنگ‌کنگ اخراج شد و همسرش نیز به کره جنوبی بازگردانده شد.

## افسانه‌های محلی
در ۱۵ آگوست ۱۹۶۰، روزنامه کانادایی The Province داستان زیگرس را با تغییراتی منتشر کرد. در مقاله‌ای با عنوان «مردی با کشور خودش»، ادعا شده بود که او یک تبعه طبیعی‌شده اتیوپی و مأمور اطلاعاتی برای سرهنگ ناصر بوده است. همچنین گفته شد که پاسپورت او در «تامانراست، پایتخت کشور تاورد (Taured) در جنوب صحرای بزرگ آفریقا» صادر شده است. اما تاورد احتمالاً غلط املایی واژه طوارق (Taureq) است و تامانراست در واقع یک استان در الجزایر است. در این گزارش همچنین به زبانی ناشناخته با حروف لاتین اشاره شده بود که به عنوان «زبان تاورد» معرفی شد. در ۲۹ ژوئن ۱۹۶۰، داستان او در مجلس عوام بریتانیا نیز مطرح شد. رابرت متیو، نماینده پارلمان، از این ماجرا به عنوان نمونه‌ای برای نشان دادن نقص در سیستم بررسی گذرنامه‌ها یاد کرد.
در سال‌های بعد، داستان زیگرس در کتاب‌های ژاک برگیر نیز نقل شد. او ادعا کرد که فردی از کشوری به نام تاورد که در شرق آفریقا قرار داشت و از موریتانی تا سودان امتداد می‌یافت، در سال ۱۹۵۴ هنگام بررسی گذرنامه در ژاپن بازداشت شد. گفته شد که او برای خرید اسلحه برای «لژیون عربی واقعی» به ژاپن آمده بود و در نهایت در یک بیمارستان روانی بستری شد. در سال ۱۹۸۱، این ماجرا در کتاب The Directory of Possibilities نوشته کالین ویلسون و جان گرانت ذکر شد و بار دیگر «طوارق» به اشتباه «تاورد» نوشته شد.
در نهایت، در برخی وب‌سایت‌های ژاپنی مرتبط با افسانه‌های شهری و داستان‌های ماورایی، روایتی دیگر مطرح شد که می‌گفت در سال ۱۹۵۴، مردی از «بعدی دیگر» در فرودگاه هاندا ژاپن ظاهر شد. او گذرنامه‌ای از کشوری خیالی به نام «تاورد» داشت و هنگامی که از او خواستند کشورش را روی نقشه نشان دهد، به آندورا اشاره کرد. این فرد برای بررسی بیشتر در هتلی تحت مراقبت نگهداری شد، اما صبح روز بعد ناپدید شد و هرگز اثری از او یافت نشد.